# Romulus Rusan
Romulus Rusan, född 13 mars 1935 i Alba Iulia, död 8 december 2016, var en rumänsk författare. 
Han tog examen vid universitetet TCM i Cluj 1968. Han debuterade som litteraturkritiker 1954 i tidskriften Steaua. Därefter var han verksam som redaktör för många tidskrifter i Bukarest och i Cluj. Rusan är författare till totalt 16 böcker om bland annat kortprosa, reseskildringar, filmer, intervjuer m.m. Han fick Författarföreningens första pris för prosa 1964 och 1982. Efter 1989 har han varit en drivande kraft i det rumänska civila samhället. Han är en av grundarna till Medborgaralliansen, är chef för pressavdelningen sedan 1990 och medlem i Medborgaralliansens senat. Han var även vice-president i alliansen 1996-2000. Tillsammans med sin hustru Ana Blandiana är Rusan en av grundarna till minnesmärket Sighet och dess program för muntligt traderad historia. Han har varit med och organiserat de internationella symposium som äger rum vid Sighet och är redaktör för ett flertal samlingar av uttalanden, dokument och studier: Tillsammans ligger han bakom mer 20.000 sidor text utgivna av minnesmärket. Han vann i november 2000 Unescos utmärkelse "Corneliu Coposu" för tolerans mellan folk och religioner för publicerandet av samlingen Sighets Annaler och i mars 2000 priset "Adrian Marino" från Salongen Gaudeamus för utgivandet av boken Minnesövningar.